# 76
Glej tudi: število 76
76 (LXXVI) je bilo prestopno leto, ki se je po julijanskem koledarju začelo na torek.

## Dogodki
- 1. januar

## Rojstva
- 24. januar - Hadrijan, rimski cesar († 138)